# از تنهایی گریه مکن
از تنهایی گریه مکن آلبومی با خوانندگی سالار عقیلی و آهنگسازی ابوالفضل صادقی نژاد و شعرهای محمدرضا یار است
این آلبوم در تاریخ ۷ فروردین ۱۳۹۵ در ایران توسط مؤسسهٔ فرهنگی هنری صدای هنر منتشر شده‌است. این آلبوم به چاپ دوم رسید و ترانه از تنهایی گریه مکن این آلبوم با همراهی ارکستر ملی ایران در کنسرت‌های مختلف اجرا شد.

## آهنگ‌ها
- از تنهایی گریه مکن
- مرا رها مکن
- اندیشهٔ وطن
- دوستت دارم
- گل رخ
- آتش
- تنهایی

## عوامل
- شاعر تمامی شعرهای آلبوم: محمدرضا یار
- پیانو: غلامرضا صادقی، حریر شریعت‌زاده
- ویولن‌سل: کریم قربانی
- ویولن و ویولن آلتو: میثم مروستی، علی جعفری پویان، پریسا پیرزاد
- تار: آزاد میرزاپور
- نی: پاشا هنجنی
- سنتور باس: محمود خورسی
- کوزه و ادوات کوبه‌ای: مصباح قمصری
- سه‌تار و تنبک: ایوب صادقی